# Droit moral en droit français
Le droit moral en droit français est l'implémentation des droits moraux dans le droit français. Il s'agit d'un droit au respect de l'auteur, indépendant des droits patrimoniaux du droit d'auteur. Il est appliqué différemment selon les pays, qui peuvent lui donner un pouvoir inaliénable et imprescriptible.
La Convention de Berne pour la protection des œuvres littéraires et artistiques reprend ce droit.

## Présentation
Le droit moral constitue l'une des deux facettes du droit d'auteur en France. C'est une spécificité de la conception française du droit d'auteur qui existe différemment dans les pays de common law.
Le droit moral est un droit « extra-patrimonial », c'est-à-dire immatériel, attaché à la personne de l'auteur ou ses ayants droit qui tend à conserver et à défendre l'esprit de son œuvre et sa personne, dans les rapports avec les tiers qui sont les propriétaires et ou les utilisateurs de l'œuvre.

Il est défini à l'article L.121-1 du code de la propriété intellectuelle (ci-après CPI), qui précise que : 

« L'auteur jouit du droit au respect de son nom, de sa qualité et de son œuvre. »

Il comporte quatre branches :
- le droit de divulgation (art. L.121-2 du CPI[3]) : le droit de communiquer l'œuvre au public est décidé par l'auteur seul, dans des conditions qu'il aura choisies. Cependant, cette prérogative s'épuise lors de son premier exercice ;
- le droit de paternité (art. L.113-1[4]) : l'auteur a droit au respect du lien de filiation entre lui et son œuvre ;
- le droit au respect de l'œuvre (art. L.121-1 et L.121-5 du CPI[3]) : il est interdit de modifier une œuvre sans l’accord de son auteur ;
- le droit de repentir (art. L.121-4 du CPI[3]) ou droit de retrait : l'auteur peut retirer l'œuvre du circuit commercial, même après sa divulgation, mais avec indemnisation.

Enfin, selon l'article L.121-1 al. 2 du CPI, le droit moral est perpétuel, imprescriptible et inaliénable. Ainsi, il ne peut pas être cédé et il peut être exercé par l'auteur lui-même, ou par ses ayants droit, sans limitation de durée.
Cependant, même s'il est réputé absolu par la doctrine, le droit moral est limité par la pratique et la jurisprudence.
Ainsi, lors d'un procès, l'auteur sera tenu de prouver la violation et le dommage subi pour obtenir réparation.
De même, un débat existe sur la question de savoir si le droit moral peut être limité par la théorie de l'abus de droit. Selon le professeur Gautier, la cour de cassation n'a pas étendu la théorie de l'abus de droit sur ces questions. Par exemple, dans l'arrêt Whistler du 14 mars 1900, Whistler refusait de livrer son œuvre à ses commanditaires, mais la Cour ne leur a pas accordé d'exécution forcée. Elle s'est contentée de leur accorder des dommages-intérêts. Elle n'aurait donc pas appliqué la théorie de l'abus de droit.
Enfin, le droit moral possède un caractère d'ordre public. C'est ce que rappelle constamment la jurisprudence comme dans la décision Camus du TGI de Paris, le 15 février 1984 où le tribunal décide que « dès lors qu'il y a eu concession au sous-éditeur l'auteur est censé être présent dans toute convention pouvant mettre en péril son droit moral. » De même, la décision Rouault du TGI de la Seine du 10 juillet 1946 indiquait que « les conventions qui portent sur des œuvres de l'esprit sortent des catégories normales du droit et diffèrent des conventions ordinaires, à cause de l'influence qu'exerce sur elles le droit moral de l'auteur. »
Le caractère d'ordre public a été définitivement affirmé dans deux arrêts : un arrêt de la cour de cassation du 28 mai 1991 (affaire Huston) et un arrêt de la cour d'appel de Paris le 1er février 1989. L'exception d'ordre public a ainsi permis d'écarter la loi américaine autorisant les clauses abdicatives du droit de paternité alors même que celle-ci avait été désignée par la règle de conflit. Le juge lui a substitué la loi française.